# Astrofyllit
Astrofyllit – minerał z gromady krzemianów.
Nazwa pochodzi od gr. aster = gwiazda i fyllon = liść; nawiązując do częstego wyglądu skupień tego minerału.

## Charakterystyka

### Właściwości
Rzadko tworzy kryształy o pokroju tabliczkowym, płytkowym, igiełkowym. Występuje w skupieniach łuseczkowatych, blaszkowych, promienistych przypominających gwiazdki. Jest kruchy, przezroczysty do przeświecającego. W cienkiej płytce wykazuje pleochroizm w odcieniach żółtych i brunatnych. Powoli rozpuszcza się w ciepłym kwasie solnym. Jest zaliczany do minerałów rzadkich. Minerały podobne do astrofyllitu to: muskowit, biotyt, flogopit.

### Występowanie
Występuje w niektórych alkalicznych skałach plutonicznych (w sjenitach nefelinowych, i egirynowych). Spotykany jest w pegmatytach. Współwystępuję z kwarcem, skaleniami, łyszczykiem, egirynem, cyrkonem, tytanitem.
Miejsca występowania: Rosja – Chibiny na Płw. Kolskim, Grenlandia – Narsarsuk, Norwegia, USA – Kolorado, Kanada.

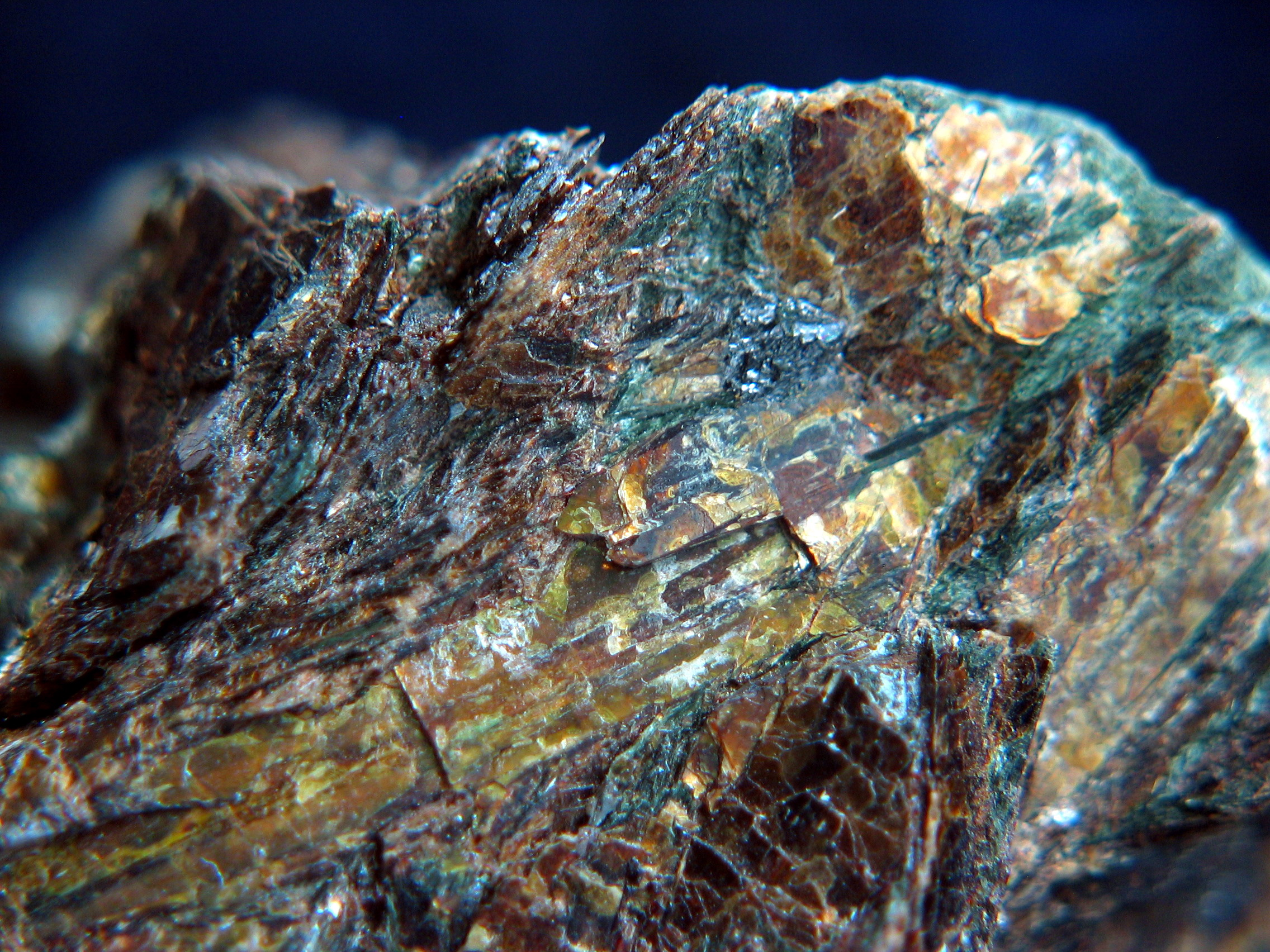
Astrofyllit z Półwyspu Kolskiego

### Zastosowanie
- ma znaczenie naukowe,
- stanowi poszukiwany i ceniony[przez kogo?] kamień kolekcjonerski.